# Dûr-Kurigalzu
Dûr-Kurigalzu était une ville de la Mésopotamie antique, dont les ruines se trouvent sur le site actuel d'‘Aqar Qūf (en arabe : عقرقوف), localisé à 30 km à l’ouest de Bagdad, fondée par un roi de la dynastie kassite de Babylone nommé Kurigalzu (probablement le premier des deux ayant porté ce nom), vers 1400 av. J.-C.
Le site s'étend sur environ 225 hectares protégés par une enceinte, comprenant plusieurs tells, sur une terrasse calcaire bordant l'Euphrate. Dans l'Antiquité elle était également bordée par un canal, appelé Patti-Enlil, qui rejoignait à l'est la ville de Sippar. Le tell principal, ‘Aqar Qūf, est le centre religieux, tandis que les deux autres tells majeur sont le tell al-Abyad, 1 kilomètre à l'ouest du précédent, comprenant un palais royal, ainsi que le tell A, situé entre les deux à une centaine de mètres du premier.
Les tells principaux ont été fouillés entre 1942 et 1945 par une équipe irakienne et britannique dirigée par Taha Baqir et Seton Lloyd. Les résultats des fouilles n'ont été publiés que dans des rapports préliminaires et n'ont pas fait l'objet de publications définitives. Une grande partie du matériel qui y a été exhumé, conservé au Musée de Bagdad après les fouilles, reste également non publié. Comme souvent, seuls les quartiers officiels ont fait l'objet de fouilles, et l'urbanisme de cette vaste cité nouvelle n'est pas connu.

## Historique
Comme son nom l'indique, Dūr-Kurigalzu/« Fort Kurigalzu » a été fondée par un roi nommé Kurigalzu. Deux souverains de la dynastie kassite ayant porté ce nom, un doute a subsisté sur l'identité du fondateur. Mais il est désormais admis qu'il s'agit du premier, qui a régné autour de 1400 av. J.-C. jusqu'aux environs de 1375 av. J.-C., et fut un des plus prolifiques bâtisseurs de sa dynastie, actif dans la plupart des grandes villes de Babylonie, car la ville est mentionnée dans un texte daté du règne de Burna-Buriash II, le père du second Kurigalzu.
Le site d'Aqar Quf a été habité avant le règne de Kurigalzu Ier, au moins au XVe siècle av. J.-C., l'agglomération s'appelant alors Parsâ (idéogrammes KUR.TIKI). Les constructions entreprises par Kurigalzu l'inscrivent dans la continuité des fondations royales mésopotamiennes plus anciennes, mais le site est remarquable par son étendue par rapport aux créations urbaines antérieures. Comme souvent on ne sait pas exactement pourquoi cette décision a été prise. En tout état de cause, cela n'a pas empêché Babylone de rester la principale ville du royaume, même si Dur-Kurigalzu a sans doute été une résidence royale importante pour les rois kassites.
La ville semble avoir été largement désertée après la chute de la dynastie au milieu du XIIe siècle av. J.-C., et n'aura donc connu qu'une occupation de deux siècles et demi environ. Elle est néanmoins encore mentionnée par la suite, notamment parmi les prises du roi assyrien Teglath-Phalasar Ier (1116-1077), ou les conquêtes des Araméens sous le roi babylonien Adad-apla-iddina (vers 1069-1048 av. J-C), et apparaît encore dans la première moitié du Ier millénaire av. J.-C. sous le nom abrégé Dur-Galzu.

## La ziggurat et les temples

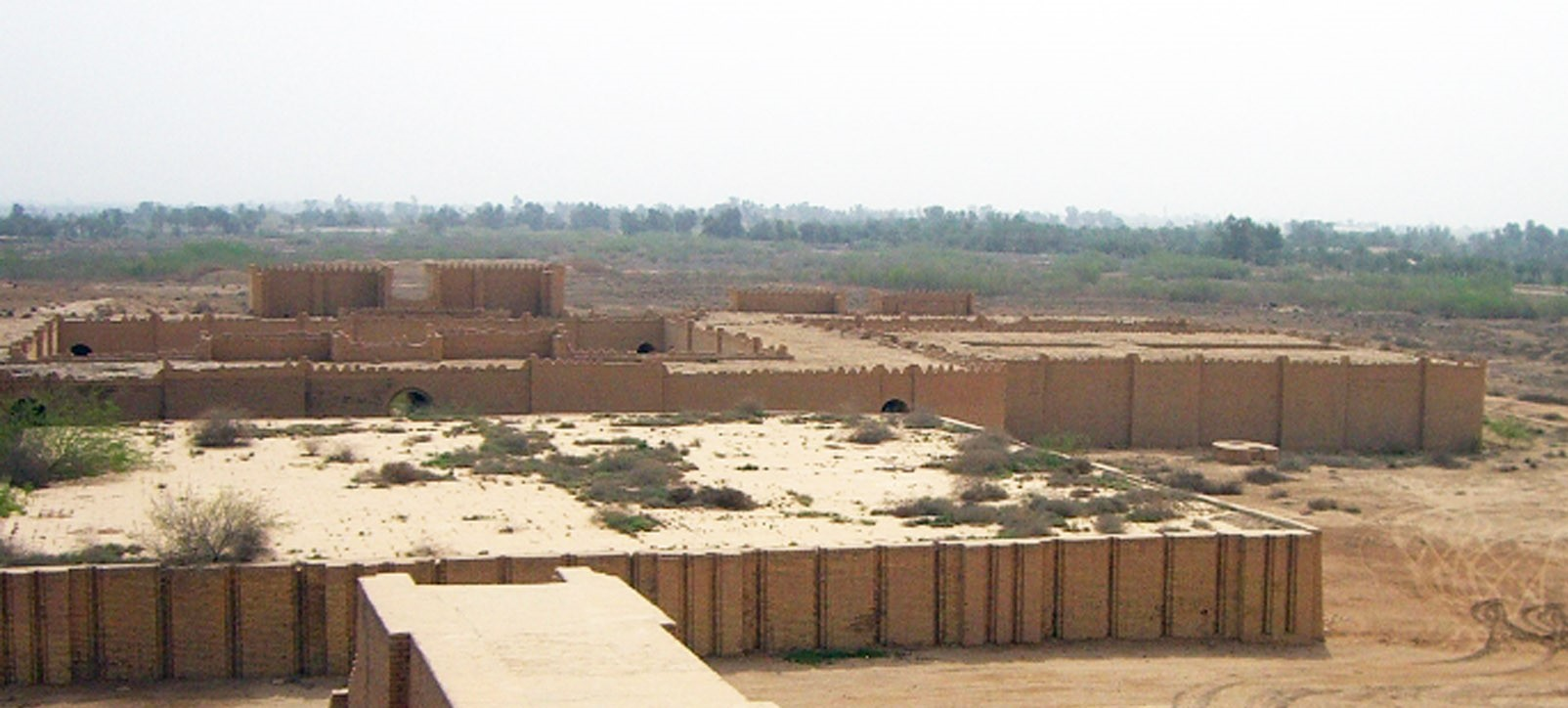
Le temple principal d'Aqar Quf, après restauration moderne, vu depuis la ziggurat.

Le complexe religieux de Dur-Kurigalzu est dédié au grand dieu Enlil. Il est dominé par une ziggurat (nom cérémoniel en sumérien é-gi-rin, « Demeure pure ») très ruinée mais dont le cœur a subsisté. Sa base, quasiment carrée, mesurait 69 mètres sur 67,60, et devait s'élever jusqu'à 70 mètres de haut ; elles font encore 57 mètres de haut de nos jours, état de conservation remarquable pour une ziggurat. Elle comprenait un escalier principal, central, et deux escaliers latéraux, suivant la configuration courante pour les ziggurats du Sud de la Mésopotamie. Sa première terrasse, encore bien conservée au moment des fouilles et restaurée à l'issue de celles-ci, s'élève à 33 mètres de hauteur. Elle est construite en briques d'argiles, renforcées par différents dispositifs, notamment un ancrage de cordes de roseaux tressées courant sur toute sa longueur.
Le temple principal du site, mal conservé, comprenait au moins trois cours principales entourées de pièces. Sa partie centrale était le sanctuaire d'Enlil (é-u-gal, « Demeure du Grand Seigneur ») tandis que celle au nord-est était dédiée à son épouse Ninlil (é-gašan-an-ta-gal, « Demeure de la Dame élevée ») et le secteur sud-ouest à leur fils Ninurta (é-sag-dingir-re-e-ne, « Demeure principale des Dieux »). Cet ensemble, construit dans les formes traditionnelles de la Mésopotamie, est remarquable par l’ampleur de la conception.

## Le palais royal
Le palais (é-gal-ki-šár-ra, « Palais de la Totalité (de l'Univers) »), incomplètement dégagé, était tout aussi massif, mais introduit des formes plus nouvelles. Les différents corps de bâtiment, organisés traditionnellement autour d’un grand espace central, couvrent à peu près 420 000 m2 : aucun palais n’avait atteint une telle ampleur. La voûte semble avoir été utilisée systématiquement pour couvrir les salles du premier niveau (première utilisation sur des portées atteignant 7 m). L'unité principale, appelée unité A, comprenait trois groupes de pièces organisés autour de cours, ainsi qu'une vaste cour carrée. L’ampleur de l’ouvrage, le grand nombre d’unités, l’existence d’un portique en maçonnerie, d'une trésor constitué d'un corridor bordé par des chambres voûtées, les longues processions de personnages peints sur les murs forment un ensemble tout à fait nouveau qui ne semble pas avoir eu de postérité.
Suivant une interprétation proposée par J.-W. Meyer, l'édifice comprenait en tout huit unités distinctes, chacune dédiée à une tribu kassite. L'édifice semblerait avoir été employé notamment lors de cérémonies d'intronisation des souverains kassites, qui venaient y recevoir l'hommage des principaux dignitaires de leur peuple après avoir été investis rois de Babylone dans la capitale traditionnelle. Cela renverrait aux processions peintes, représentant sans doute les dignitaires.
Quelques tablettes administratives ont été dégagées dans l'édifice (une quarantaine a été publiée), qui a par ailleurs livré plusieurs trouvailles artistiques, notamment des sculptures en terre cuite et en calcaire, des fragments d'objets en matières vitreuses, des bijoux en or.